# Selaginella vanderystii
Selaginella vanderystii är en mosslummerväxtart som beskrevs av Bizzarri. Selaginella vanderystii ingår i släktet mosslumrar, och familjen mosslummerväxter. Inga underarter finns listade i Catalogue of Life.